# Nebris
Nebris är ett släkte av fiskar. Nebris ingår i familjen havsgösfiskar.
Kladogram enligt Catalogue of Life:
| Nebris | \| \| Nebris microps \| \| \| \| \| \| Nebris occidentalis \| \| \| \| |
|        | \| \| Nebris microps \| \| \| \| \| \| Nebris occidentalis \| \| \| \| |
|        | Nebris microps                                                         |
|        |                                                                        |
|        | Nebris occidentalis                                                    |
|        |                                                                        |